# Roma (cuirassé, 1907)
Pour les articles homonymes, voir Roma.
Le Roma était un navire de la classe Regina Elena de cuirassés pré-dreadnought construits pour la Regia Marina italienne, le troisième membre de la classe de quatre navires, qui comprenait le navire de tête Regina Elena, le Vittorio Emanuele et le Napoli.
Le Roma était armé d'une batterie principale de deux canons de 305 mm (12 pouces) et de douze canons de 203 mm (8 pouces), et était capable d'une vitesse de pointe de 21,39 nœuds (39,61 km/h).
Le Roma a participé à la guerre italo-turque en 1911 et 1912 ; il a pris part à l'attaque de Derna, en Libye, et aux assauts amphibies sur les îles de Rhodes et du Dodécanèse dans la mer Égée. Le Roma est resté en service pendant la Première Guerre mondiale en 1915-1918, mais n'a pas été utilisé en raison des politiques prudentes des marines italienne et austro-hongroise. Il est resté dans l'inventaire italien comme navire-école jusqu'à ce qu'il soit rayé du registre naval en août 1926, puis démoli pour la ferraille.

## Conception
Les plans de la classe Regina Elena ont été préparés par le célèbre ingénieur naval Vittorio Cuniberti, alors ingénieur en chef de la Regia Marina italienne (Marine royale). La Marine a spécifié un navire qui serait plus puissant que les croiseurs blindés contemporains et plus rapide que les cuirassés étrangers pré-dreadnought, avec un déplacement ne dépassant pas 13 000 tonnes longues (13 210 t). Les deux premiers navires - Regina Elena et Vittorio Emanuele - ont été commandés pour l'année fiscale 1901, et la dernière paire - Roma et Napoli - a été autorisée l'année suivante.

### Caractéristiques

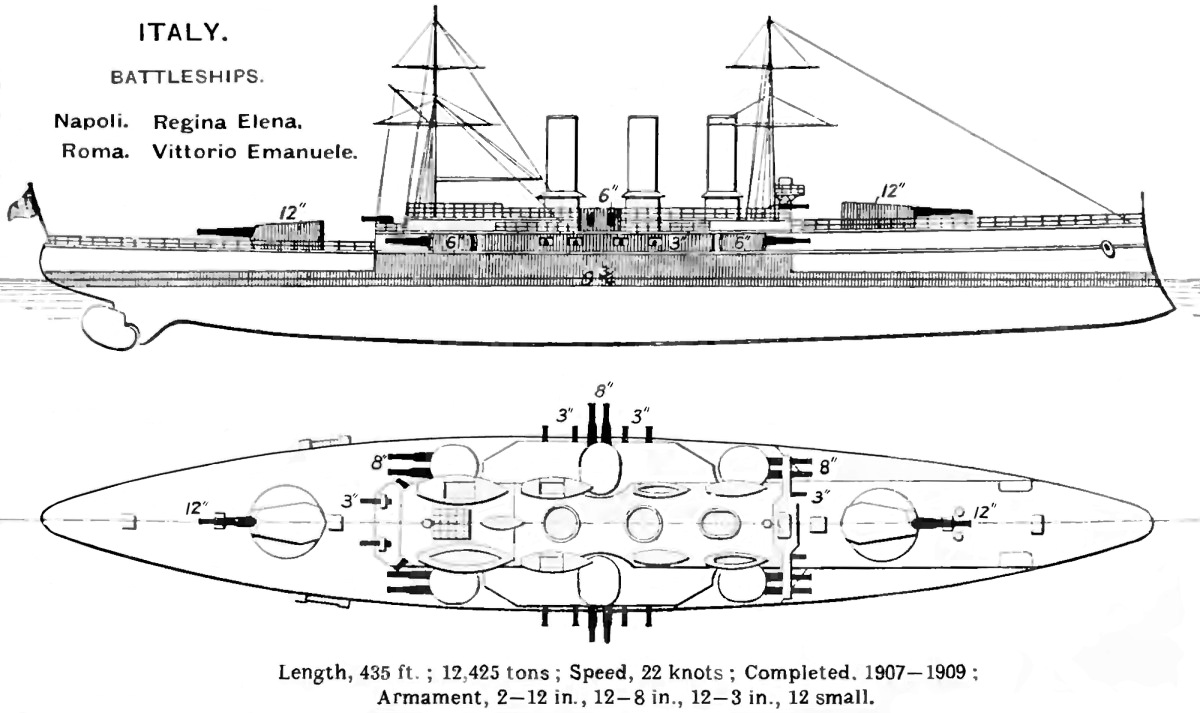
Dessin au trait des cuirassés de la classe Regina Elena, tiré de l'édition 1912 du Brassey's Naval Annual.

Le Roma avait une longueur totale de 144,6 mètres (474 pieds), une largeur de 22,4 m (73 pieds) et un tirant d'eau maximal de 8,58 m (28,1 pieds). Il déplaçait 13 772 tonnes longues (13 993 t) à pleine charge. Le navire avait une proue légèrement inversée et un long pont de gaillard qui s'étendait au-delà du mât principal. Le Roma avait un équipage de 742 à 764 officiers et hommes de troupe.
Son système de propulsion était composé de deux moteurs à vapeur verticaux à triple expansion, chacun entraînant une hélice. La vapeur pour les moteurs était fournie par 28 chaudières Babcock & Wilcox alimentées au charbon qui étaient ventilées dans trois cheminées. Le système de propulsion du navire avait une puissance nominale de 21 968 chevaux (16 382 kW) et offrait une vitesse maximale de 21,39  nœuds (39,61 km/h) et une autonomie d'environ 10 000 milles nautiques (19 000 km) à 10 nœuds (19 km/h),.
Tel que construit, le navire était armé d'une batterie principale de deux canons de 305 mm (12 pouces) de calibre 40 placés dans deux tourelles à un seul canon, une à l'avant et une à l'arrière. Le navire était également équipé d'une batterie secondaire de douze canons de 203 mm (8 pouces) de calibre 45 placés dans six tourelles jumelles au milieu du navire. La défense à courte portée contre les torpilleurs était assurée par une batterie de seize canons de 76 mm (3 pouces) de calibre 40 dans des casemates et des supports pivotants. Le Roma était également équipé de deux tubes lance-torpilles de 450 mm (17,7 pouces) placés dans la coque sous la ligne de flottaison.
Le Roma était protégé par de l'acier Krupp fabriqué à Terni. La ceinture principale avait une épaisseur de 250 mm (9,8 pouces) et le pont une épaisseur de 38 mm (1,5 pouces). Le tour de contrôle était protégé par un blindage de 254 mm (10 in). Les canons de la batterie principale avaient un blindage de 203 mm d'épaisseur, et les tourelles des canons secondaires avaient des flancs de 152 mm (6 pouces) d'épaisseur.

## Service
Le Roma a été construit par le chantier naval de l'Arsenal de La Spezia à La Spezia ; sa quille a été posée le 20 août 1903. Le navire a été lancé le 21 avril 1907 et la construction s'est achevée le 17 décembre 1908.

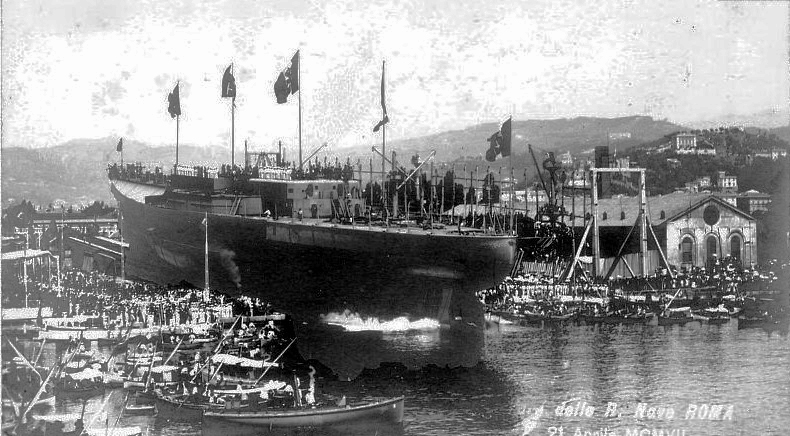
Le lancement du Roma

Le Roma a servi dans l'escadron de service actif jusqu'en 1910, date à laquelle ses trois navires-jumeaux (sister-ship) ont été achevées, portant le nombre total de cuirassés de première ligne à six, qui comprenaient également les deux cuirassés de classe Regina Margherita. L'escadron de service actif était généralement en service pendant sept mois de l'année pour l'entraînement ; le reste de l'année, il était placé en réserve.

### Guerre italo-turque
Le 29 septembre 1911, le royaume d'Italie déclare la guerre à l'Empire ottoman afin de s'emparer de la Libye. Pendant la durée du conflit, le Napoli sert dans la 1re division de la 1re escadre avec ses trois navires-jumeaux (sister ship), sous le commandement du vice-amiral Augusto Aubry. Le 30 septembre, le Roma, son navire-jumeau (sister ship) Vittorio Emanuele et le croiseur blindé Pisa effectuent un ratissage dans la mer Égée, dans l'espoir de capturer l'escadron d'entraînement turc, qui revient alors du Levant vers Constantinople. Peu après, le Roma, son navire-jumeau Napoli et les croiseurs blindés Pisa et Amalfi ont mené un blocus du port de Tripoli. Les navires ont été relevés le 3 octobre par les cuirassés Benedetto Brin et les trois navires de la classe Re Umberto.
Le 18 octobre, le Roma et le reste de la 1re division ont escorté un convoi de huit navires de transport de troupes vers Benghazi. La flotte italienne a bombardé la ville le lendemain matin après que la garnison ottomane ait refusé de se rendre. Pendant le bombardement, le personnel des navires et l'infanterie des navires de transport de troupes sont descendus à terre. Les Italiens ont rapidement forcé les Ottomans à se retirer dans la ville dans la soirée. Après un court siège, les forces ottomanes se retirent le 29 octobre, laissant la ville aux Italiens. En décembre, le Roma et les autres navires du 1er escadron étaient dispersés dans les ports de Cyrénaïque. Le Roma est resté stationné à Benghazi avec son navire-jumeau Regina Elena, ainsi que le croiseur blindé San Marco et le croiseur torpilleur Agordat. Sur place, les navires ont participé à la défense de la ville récemment conquise contre les contre-attaques turques. Au début de 1912, le Roma et le gros de la flotte se sont retirés en Italie pour effectuer les travaux de maintenance nécessaires après plusieurs mois d'opérations de combat. Seule une petite force de croiseurs et d'embarcations légères est laissée pour patrouiller la côte nord-africaine, la flotte ottomane restant confinée au port.
La 1re division quitte Tarente le 13 avril pour une démonstration au large de la côte anatolienne, en compagnie des cuirassés de la 3e division, partis de Tobrouk. Les deux escadrons se rencontrent le 17 avril au large de l'île de Astypalée, après quoi la flotte combinée fait route vers le nord. Le lendemain, les navires coupent les câbles télégraphiques sous-marins entre Imbros, Ténédos, Lemnos, Salonique et les Dardanelles. Les navires se dirigent ensuite vers l'entrée des Dardanelles pour tenter d'attirer la flotte ottomane. Lorsque les fortifications côtières ottomanes ont commencé à prendre les navires italiens sous le feu, ces derniers ont riposté et leur ont infligé de sérieux dommages. Le 19 avril, le Roma et la plus grande partie de la flotte retournèrent en Italie, ne laissant que le Pisa, le Amalfi et une flottille de torpilleurs pour naviguer au large des côtes ottomanes.
Le 30 avril, la 1re division a de nouveau quitté Tarente, à destination de l'île de Rhodes. Pendant ce temps, les cuirassés de la 3e division escortaient un convoi de navires de transport de troupes de Tobrouk vers l'île. Les navires lourds italiens croisent au large de la ville de Rhodes tandis que les transports débarquent le corps expéditionnaire à 16 km au sud le 4 mai; les soldats avancent rapidement sur la ville, soutenus par les tirs d'artillerie de la flotte italienne. Les Turcs rendent la ville le lendemain. Entre le 8 et le 20 mai, le Roma participe à la prise de plusieurs îles du Dodécanèse entre la Crète, Rhodes et Samos. En juin, le Roma et le reste de la 1re division sont stationnés à Rhodes. Au cours des deux mois suivants, les navires ont croisé dans la mer Égée pour empêcher les Turcs de tenter de lancer leurs propres opérations amphibies pour reprendre les îles que l'Italie avait saisies en mai. La 1re division retourne en Italie à la fin du mois d'août pour y être réparée et rééquipée, et est remplacée par les cuirassés de la 2e escadre. La 1re division a quitté le port le 14 octobre, mais a été rappelée plus tard le même jour, lorsque les Ottomans ont accepté de signer un traité de paix pour mettre fin à la guerre.

### Première Guerre mondiale

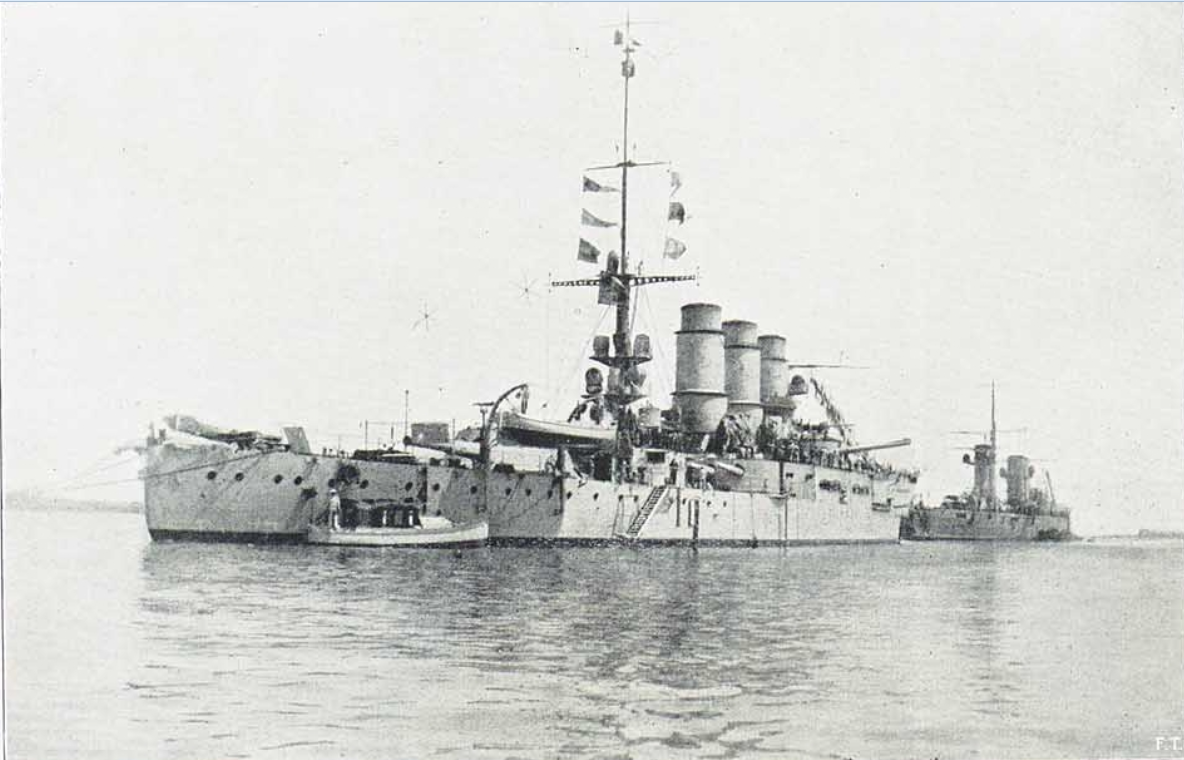
Le Roma pendant la Première Guerre mondiale.

Le royaume d'Italie a déclaré sa neutralité après le début de la Première Guerre mondiale en août 1914, mais en juillet 1915, la Triple-Entente avait convaincu les Italiens d'entrer en guerre contre les Puissances centrales en leur promettant l'acquisition de territoires (Irrédentisme italien). La marine austro-hongroise, qui était le principal rival de l'Italie depuis des décennies, est le principal adversaire dans ce conflit. La flotte de combat austro-hongroise se trouve dans ses ports, juste en face de l'étroite mer Adriatique. L'amiral Paolo Thaon di Revel, chef d'état-major de la marine italienne, estime que les sous-marins (unterseeboote) et les mouilleurs de mines austro-hongrois peuvent opérer trop efficacement dans les eaux étroites de l'Adriatique. La menace que représentent ces armes sous-marines pour ses navires capitaux est trop sérieuse pour qu'il utilise la flotte de manière active. Au lieu de cela, Revel décide de mettre en place un blocus à l'extrémité sud de l'Adriatique, relativement plus sûre, avec la flotte de combat, tandis que des navires plus petits, comme les bateaux MAS, mènent des raids sur les navires et les installations austro-hongrois. Pendant ce temps, les cuirassés de Revel seraient préservés pour affronter la flotte de combat austro-hongroise au cas où elle chercherait un engagement décisif. Par conséquent, Roma et ses sœurs n'ont pas connu d'action significative pendant la guerre.
Pendant toute la durée du conflit, le Roma et ses trois navires-jumeaux ont été affectées à la 2e division. Elles ont passé une grande partie de la guerre à faire la navette entre les bases de Tarente, Brindisi et Vlora, mais n'ont pas participé aux combats. Les 14 et 15 mai 1917, trois croiseurs légers de la marine austro-hongroise ont fait un raid sur le barrage d'Otrante ; lors de la bataille du détroit d'Otrante qui a suivi, le Roma et ses navires-jumeaux ont fait monter la vapeur pour aider les navires de guerre alliés, mais le commandant italien a refusé de les autoriser à participer à la bataille de peur de risquer leur perte dans l'Adriatique infestée de sous-marins.
En novembre 1918, le Roma a participé à l'occupation de Constantinople après la capitulation des Ottomans. il rejoint, avec le Agordat, une flotte de navires de guerre britanniques, français et grecs qui sont entrés dans les Dardanelles et ont débarqué des troupes pour occuper la ville. Les principales marines du monde, y compris l'Italie, ont signé le Traité naval de Washington au début de 1922 dans le but de mettre fin aux courses aux armements navals, considérées comme l'une des causes de la Grande Guerre. Selon les termes du traité, l'Italie pouvait conserver le Roma et ses trois navires-jumeaux, ainsi que les cuirassés dreadnought plus récents. En raison de la petite taille et de l'âge des navires, les Italiens auraient pu les garder en service indéfiniment. Ils ne pouvaient cependant pas être remplacés par de nouveaux cuirassés selon la pratique normale du système du traité, qui prévoyait des remplacements après qu'un navire avait 20 ans. Le Roma n'a été conservé que quelques années après la signature du traité. Le 3 septembre 1926, le Roma a été rayé du registre naval et ensuite démoli pour être mis à la ferraille.